# Nota de protesta

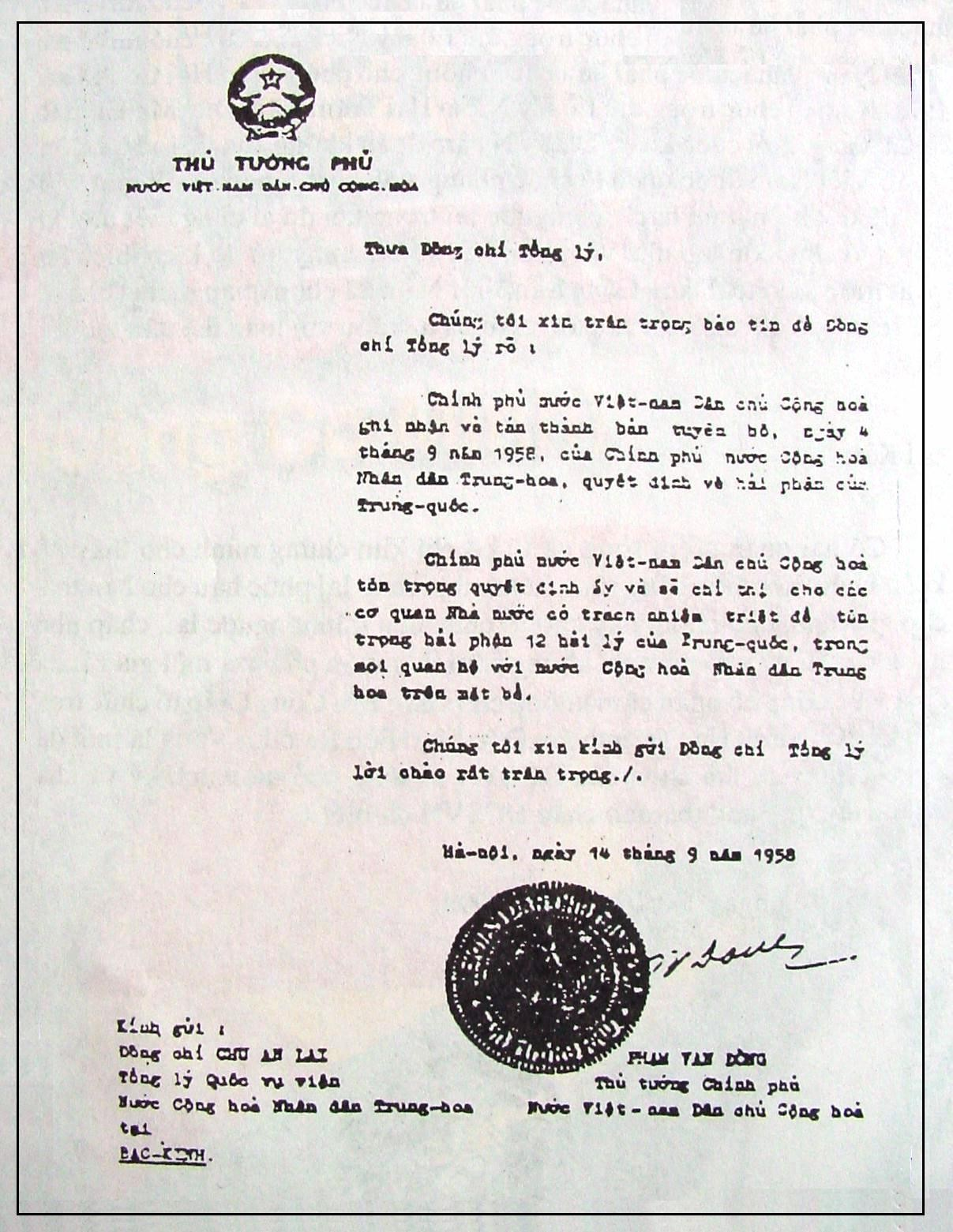
Nota de protesta de 1958 entre la República Popular de la Xina i el Vietnam del Nord per un conflicte territorial.

La nota de protesta és una comunicació, verbal o signada, on un estat sobirà comunica a un altre la seva disconformitat amb determinada conducta d'aquest. Això pot demanar (o exigir) el restabliment de la situació anterior. Després pot, eventualment, anunciar l'adopció de mesures de retorsió o represàlies, o també apel·lar a algun mitjà de solució pacifica de conflictes.
Dins d'una hipotètica escala, la gradació d'un episodi de tensió entre dos estats que mantenen relacions diplomàtiques seria (de menys a més) la següent:
- tramesa d'una nota de protesta
- convocatòria de l'ambaixador (pel Ministeri d'Afers Exteriors davant el qual es troba acreditat, sovint per fer-li entrega personalment d'una nota de protesta)
- crida a consultes de l'ambaixador
- suspensió de relacions diplomàtiques
- trencament de relacions diplomàtiques.

Per part dels mitjans de comunicació és força freqüent —i erroni— confondre la convocatòria d'un ambaixador amb la crida a consultes.
Sovint, la nota de protesta es lliura per algun alt funcionari del Ministeri d'Afers Exteriors o, fins i tot pel mateix Ministre, al Cap de Missió estranger prèviament convocat a aquest efecte. També pot ser lliurada pel cap de Missió en el Ministeri d'Afers exteriors.